# بیله‌سوار (ایران)
بیله‌سَوار (بیله سووار) شهری در شهرستان بیله سوار استان اردبیل قرار دارد.
شهری است در مرز جمهوری آذربایجان به نام پیله سوار به معنای سوار سنگین، ه گفته حمدالله قزوینی، مورخ ایرانی، بیلاسوار در قرن دهم مورد حمله امیر بوئی پیلاسوار قرار گرفت و این شهر نام خود را از او گرفت. شهر بیلاسووار، که در نتیجه نزاع‌های فئودالی در قرن چهاردهم رو به افول بود، طبق پیمان ترکمنچای ۱۸۲۸ به دو قسمت تقسیم شد. پس از اینکه امپراتوری روسیه مرزهای جنوبی را در سال ۱۹۱۴ غیرقابل عبور کرد، بقیه جمعیت داخل امپراتوری روسیه به شهرک‌های روسی و مناطق دیگر ۲۰–۴۰ کیلومتری خارج از مرز منتقل شدند و دیگری در دوران نادرشاه است همچنین آمده‌است نادرشاه با سپاهی بزرگ که در آن چندین فیل جنگی در سپاه بوده، به همین دلیل نام این آبادی به پیله سوار به چم سوار سنگین یا فیل سوار آمده‌است و طبیعتی مثال زدنی، دروازه ورود به جمهوری آذربایجان و قفقاز، در بخش مرکزی شهرستان بیله‌سوار در شمال استان اردبیل واقع شده‌است. بیله‌سوار دارای آب و هوای معتدل و مرطوب در زمستان و نسبتاً گرم در تابستان است. کشاورزی و بازرگانی از طریق گمرک، پیشه اصلی ساکنان پیله سوار است پیله سوار سالانه میلیون‌ها نفر جذب‌خود می‌کند و علل اصلی آن گمرک است که طبق آمار هر سال حدوداً ۵ میلیون نفر از مرز این شهر عبور می‌کنند.

## جمعیت
بر پایه سرشماری عمومی نفوس و مسکن در سال ۱۳۹۵ جمعیت این شهر ۱۸٬۱۸۸ نفر (در ۵٬۲۳۷ خانوار) بوده‌است.

## تاریخچه
شهر پیله‌سوار را امیری به نام پیله‌سوار (سوار بزرگ) ساخته‌است. در نزهةالقلوب حمدالله مستوفی دربارهٔ این شهر آمده‌است که آن را «امیری پیله‌سوار نام یعنی سوار بزرگ از امرای آل بویه ساخت و اکنون به‌قدر دیهی مانده‌است.»
برخی گمان برده‌اند که بیله‌سوار را پیل‌سوار هم می‌نامیده‌اند که گویا نادرشاه افشار هنگام تاجگذاری در سال ۱۱۴۸ هجری قمری در اصلاندوز، مدتی با فیل‌هایش در این منطقه اتراق کرده‌است.
(در الواح سومر ترجمه «ساموئیل کریمر» در سال ۱۳۴۴ترجمه «دادرد رسائی» در سال ۲۴۵۰ قبل میلادی نام بیله سوار قید شده) قوم بزرگی به نام «بیل» در کنار رود «کورا» رود ارس وآذربایجان و مغان تا سبلان و اردبیل زندگی می‌کرد و ۳ نوع رب النوع را ستایش می‌کرد و یکی از خدایان، بیل (خدای زمین) بود. این طائفه «بیل» که آثاری تابحال از آن‌ها باقی‌مانده وجود چندین شهر است معلوم می‌گردد که اردبیل از ۱۲ طائفه تشکیل شده‌است که یکی «ارد» و دیگری «بیل» بوده‌است.
بیلجه نزدیک باکو و در آران بیلقان در کنار رود کورا و سعید بیل در گرجستان کنار رود کورا و در مغان بیله سوار، از نمونه‌های آنان است.
نام قدیمی بیله سوار قبل از تسلط اعراب «بلسکان» بود و بعد از تسلط اعراب به «بلسکان» و «بلسجان» تغییر یافت در زمان آل بویه «بیله سوار» شد که به سوار بزرگ می‌گفتند پس برای ما روشن می‌شود حدود زندگی قوم بیل تا چه اندازه وسعت داشته‌است و بیله سوار هم بازمانده از آن ایل بزرگ می‌باشد شاید هم نام بیله سوار بنا به گفته بعضی از محققین مأخوذ از قوم «سووار» باشد که در اطراف رود ارس در هزاره اول شگرف داشتند.
قدمت این شهرستان همچنان که در پیشینه تاریخ آمده به دوران‌های خیلی قدیم بازمی‌گردد و این از سکه‌های کشف شده در تپه‌های مختلف این منطقه مشخص شده‌است.
سپس پیل سوار یا پیله سوار نامیدند که پیله سوار واژه‌ای پارسی وار ۲ پاره «پیله» و «سوار» تشکیل شده‌است.
پیله، به معنای زمین خشک پهناوری که در میان دوآب یا دورودخانه قرار گرفته باشد و سوار هم به معنی کرانه رود است و شهر بیله سوار هم بین رودخانه بالهارود و آقا بیگلر (علی بیگ لر) قرار گرفته‌است؛ بنابراین پیله سوار، یعنی مردمی که ساکن واهل پیله (سرزمین بین دورود) هستند.
بعضی‌ها نیز بر این باور اند که نادر شاه افشار در ۱۱۴۸ هجری قمری، هنگامیکه برای تاج‌گذاری در مغان رهسپار اصلاندوز بود، لشکریانش دارای پیل یا فیل بوده و مدتی در این ناحیه اردو زده بودند از این رو به پیل سوار، پیله سوار سرشناس شده بودند.
در دوران قاجار نیز قسمت اعضم شهربیله سوار به نام قریه سردار آباد بود که پس از ویرانی، کربلایی عبدالله بیگ طالش میکائیل نسبت به مرمت و بنیاد روستاهای بزرگ سردار آباد و طالش میکائیل کندی (باباش کندی) درحاشیه قلعهٔ نظامی قدیمی بیله سوار دست زد(۱۲۸۱قمری) و اما پس از پیمان ننگین و تحمیلی ترکمن چای در بیله سوار قراولخانه گمرک ایجاد شد.
در سال ۱۲۶۸شمسی گمرک در بیله سوار احداث و تلگراف آن در سال ۱۳۳۲ قمری (ص۸۰ گنج شایگان) ما بین بیله سوار و تبریز دایر و هنگامی که ارتش سرخ خاک گیلان را اشغال نموده بود وزیر خارجه آن زمان مشاور الملک می‌خواست مابین تهران و مسکو رابطه‌ای باشد تا به وسیلهٔ تلگراف تماس برقرار و ارتش سرخ را از گیلان بیرون کنند ملاحظه می‌کنند می‌بینند در شهر بیله سوار تلگراف دایر است منشورالملک که در ترکستان کنسول ایران بود به بیله سوار آمده واسطه مخابره بین تهران و مسکو می‌شود.
تاریخ قرنطینه در گمرک بیله سوار (ص۴۲۶ چاپ یونسکو نشریه۲۲ چاپخانه دانشگاه تهران سال ۱۳۴۲ شمسی) در سال ۱۳۰۸هجری قمری هم‌زمان با ساختن قرنطینه در جزیره هنگام وبندر جاسک در خلیج فارس می‌باشد.
پس از پیمان ترکمن چای بیله سوار حاکم‌نشین شد و از دامنه کوه سبلان تا دشت مغان حکمرانی می‌کردند؛ یعنی تمامی کارهای ایلات (۳۲ایل شاهسون) و انتظامات آن به وسیله حاکم بیله سوار رسیدگی می‌شد. در سال۱۲۹۱هجری قمری قاسم خان حاکم بیله سوار و تمامی ایلات عشایر بین مغان بود.
قبل از سال ۱۲۷۲ شمسی شهر بیله سوار در کنار بالهارود (بالهارلو یا بلغارچایی) دارای عمارت حکومتی بود که آن را مرحوم جنرال ساخته بعد آتش زدند، شاهزاده جهانسوز میرزا تعمیر نموده، بعد علی خان حاکم آن را خراب کرده و در جای آن عمارت بسیار عالی ساخت.
مدرسه پهلوی بیله سوار (امام خمینی فعلی) جزو ۱۳مدرسه تاریخی استان اردبیل به‌شمار می‌آید که در دوران سلطنت محمد علی شاه و احمد شاه از این مدرسه که یک بنای خشتی بوده به عنوان مکتب استفاده می‌شده و توسط آخوند ملا جواد به بچه‌های بیله سوار قرآن و سایر علوم تدریس می‌گردید.
در اواخر سلطنت احمد شاه مدرسه خشتی قدیمی تخریب و مدرسه موجود ظرف ۲ سال با معماری «یاور دوستعلی ماکویی» که از مرزبانان منطقه بوده‌است ساخته شد. هزینه ساخت این مدرسه که در سال ۱۳۰۵هجری شمسی تأسیس شده‌است از خودیاری مردم تأمین می‌شود این بنا در تاریخ ۱۷/۱۲/۱۳۸۱تحت شماره۷۵۱۷به ثبت رسیده وکد اثر ۱۸۰۴۰می‌باشد علت انتخاب سوم شهریور برای شهرستان بیله سوار از این قرار می‌باشد:
سپیده دم سوم شهریور ۱۳۲۰شمسی هنگام تجاوز نیروهای شوروی به ایران از هوا و زمین با تمام امکانات و تجهیزات بیله سوار نیز مورد تجاوز قرار می‌گیرد. بیله سوار که قبل از این ماجرا در سال ۱۳۱۱ دارای نظمیه (شهربانی) بوده‌است در حمله روس‌ها این شهر دارای اداراتی چون شهربانی به ریاست سرهنگ امیر قاسمی، پست و تلگراف، گمرک و دارایی به کفالت حسین محامد و پاسگاه مرزی درجه یک بوده به سرکلانتری سروان یاور دوستعلی ماکویی که بیله سوار مرکز بخش مغان و قصبات معروف آن اصلاندوست (اصلاندوز) و حسن قافله بوده و جمعیت کلی آن در حدود ۲هزار نفر می‌باشد (کتاب تاریخ شهدای ایران)
نیروهای ارتش سرخ با بی رحمی در شهر بیله سوار ۱۲ سرباز ۵ آژان ۷ امنیه و یک نفر کارمند گمرک و رئیس پست و زن و نوزادش و دختر ۱۸ساله را شهید کردند همچنین در روستاهای قره قاسملو و گوگ تپه (جواد کندی سابق)۸نفر کادر و سرباز (فرمانده پاسگاه سید اصلی) و پاسگاه مرادلو ۱۱ نفر فرمانده و سرباز را شهید کردند. در بیله سوار ۱۱نفر اسیر (۶سرباز ۲ آژان و ۳ امنیه) رئیس پاسگاه زرگر به همراه چند نفر سرباز زخمی و رشید بیگ آقاجانی عیسی لو (معاون پاسگاه مرادلو) که اکثر شهدای مرزدار این شهرستان از شهرهای پارس‌آباد، اردبیل، آستارا، همدان، تهران، شیراز، قوچان، اصفهان و نیشابور ربوده‌اند.
سروان خلیلی عراقی که در سال ۱۳۲۷ به بیله سوار سفر کرده در سفرنامه خود این شهر را این چنین معرفی می‌کند:
بیله سوار، قصبه‌ ای که از شهرستان مهم‌تر است. سروان جمشیدغریب از ارامنه ایرانی و بسیار وطن‌ پرست کلانتر مرز درجه بیله سوار می‌باشد…
این شهرستان در زمان دموکرات‌ها دارای بخشدار دموکرات به نام میرزا کیشی مجردی بادکوبه بوده‌است که توسط رژیم شاه در آذرماه ۱۳۲۵بهمراه دو تن دیگر از افراد دموکرات بدون محاکمه به اعدام محکوم و در حومه بیله سوار تیرباران شدند.
درسال۱۳۵۵شمسی بیله سوار مرکز شهرستان مغان و بخش‌ های گرمی و پارس آباد تابع بیله سوار بودند ولی پس از یک سال مرکزیت فرمانداری به گرمی انتقال یافت و فقط تابلوی فرمانداری آن در جلوی در بخشداری بیله سوار مانده بود و نشانه لکه ننگین از دوران پهلوی بود که حقوق بیله سوار را پایمال کرده بود. (تصویب ۳۹۱۶(۲۷/۲/۱۳۵۵)هیئت وزیران –آثار باستانی آذربایجان –سیدجمال ترابی طباطبایی) که در نتیجه خرداد ماه ۱۳۷۰بیله سوار تبدیل به شهرستان و مرکز آن شهر بیله‌سوار شد.

## کشاورزی و تاریخچه کشت و صنعت و دامپروری مغان
اولین شرکت در منطقه درسال ۱۳۲۸ به نام «شرکت شیار آذربایجان» با خرید ماشین‌آلات کشاورزی در محلی معروف به شاه‌آباد مغان (یوشان‌آباد و کبرآباد سابق) است. {درزمان انقلاب جهت نارضایتی از رژیم پهلوی خان بابا جعفر خانی از طایفه جلودار در راه‌پیمایی منطقه شهید ونام این محل پس از انقلاب به جعفرآباد تغییر یافت} فعالیت خود را آغاز کرد در این سال‌ها به دلیل قحطی و خشکسالی، مردم منطقه زندگی سخت و طاقتفرسایی داشته و تأسیس این شرکت سبب شد که از دهات و قشلاقات منطقه مردم جهت کارگری و امرارمعاش به سوی آن رو بیاورند. به خاطر بارندگی‌های کم و نامنظم آن سال نتیجه کار چندان رضایت بخش نبود تا اینکه مسئولین، مهندسین شرکت (مدیرعامل شرکت مهندس پارسا بنیان‌گذار شهر پارس‌آباد) تصمیم گرفتند با استفاده از آب رودخانه ارس اقدام به کشت آبی نمایند.
در نتیجه شرکت مجبور شد به قسمت‌های شمالی‌تر و اطراف رودخانه مذکور تغییر مکان دهد. اولین سیلوی منطقه در بخش جعفرآباد که بزرگ‌ترین سیلوی استان هم به‌شمار می‌رود توسط پیمانکاران روسی ساخته شد. این بخش همچنین دارای یک ایستگاه هواشناسی بود که در سال ۱۳۳۰ تأسیس گردیده‌است.
شغل اصلی ساکنان بیله‌سوار کشاورزی و بازرگانی می‌باشد. خاک حاصل خیز و آب و هوای مساعد برای کشاورزی و دامپروری و وجود نیروی انسانی فعال سبب رونق کشاورزی و دامپ
پروری در منطقه شده‌است. آب کشاورزی از رودها تأمین می‌شود و گندم و جو، کنجد، پنبه، بنشن، گیاهان علوفه‌ای، چغندر قند و سیب از عمده‌ترین محصولات کشاورزی بیله سوار هستند. ام پروری نیز در این شهرستان رونق دارد و انواع فرآورده‌های دامی جزو فرآورده‌های صادراتی شهرستان محسوب می‌شود.
کشاورزی بیله سوار دارای رونق فراوانی است. بیشتر زمین‌های شرکت‌های کشت و صنعت مغان و کشت و صنعت پارس در محدوده شهرستان بیله سوار است. بیله سوار به انبار غله استان اردبیل معروف است.

## آثار تاریخی
از آثار تاریخی به‌دست آمده چنین برمی‌آید که بیله‌سوار به دلیل مساعدت آب و هوایی، در اعصار قدیم محل زندگی انسان‌های اولیه بوده‌است. حملات روس‌ها و جنگ‌های ایران و روسیه در زمان فتحعلی‌شاه، اشغال آذربایجان توسط روس‌ها در جنگ جهانی اول و دوم از اتفاقات مهم تاریخی در بیله‌سوار بوده‌است. تپه‌های باستانی مربوط به دوران قبل از اسلام، قیزقالاسی (قلعه دختر) مربوط به دوران گذشته، کاروانسرای مخروبه در منطقه خروسلو از دوران صفویه، مزار سربازان گمنام در جریان کشتار سوم شهریور ۱۳۲۰ توسط روس‌ها در جنگ جهانی دوم، مدرسه امام خمینی (پهلوی سابق که در سال ۱۳۰۴ تأسیس شده و اخیراً به عنوان یکی از مدارس ماندگار کشور انتخاب شد) از آثار تاریخی این شهرستان به‌شمار می‌روند.
نام بیله سوار به دفعات در کتاب‌های تاریخی، از آن جمله در کتاب نزهت القلوب حمدالله مستوفی (قرن هشتم هجری) آمده‌است.

## گردشگری
شهر بیله سوار دارای بازارچه مرزی ای می‌باشد که اجناس خارجی به قیمت مناسب در آن به فروش می‌رسد. اجناسی که بازارچه بیله سوار با آن شهرت یافته‌است، کت و شلوار مردانه، لباس زنانه و لوازم آرایشی و بهداشتی است.
شهرستان بیله سوار در بهار طبیعت بسیار زیبایی دارد. دشت‌های سرسبز و مراتع زیبا، بیله سوار را در بهار به بهشتی زمینی تبدیل می‌کند. دریاچه شورگل در منطقه خروسلو شهرستان بیله سوار، کوه‌های خروسلو، جنگل‌های حاشیه رود مرزی بالهارود، پارک جنگلی تپه نرگس (که در داخل شهر است و به عنوان یکی از پارک‌های مرزی کشور محسوب می‌شود)، به عنوان گردشگاه‌های طبیعی بیله سوار محسوب می‌شوند.

## راه‌ها
با حذف گردنه لنگان در شهرستان گرمی، راه بیله‌سوار به مرکز استان نزدیک‌تر شده‌است.
فاصله بیله سوار با شهرهای مهم به ترتیب زیر است:
- اردبیل ۱۵۵
- ارومیه ۶۶۴
- اصفهان ۱۱۸۵
- بندرعباس ۲۰۸۰
- تبریز ۳۷۴
- تهران ۷۴۶
- رشت ۴۲۱
- زنجان ۵۳۲
- شیراز ۱۶۷۰
- قم ۸۷۸
- کرمانشاه ۹۴۶
- مشهد ۱۴۸۸
- باکو پایتخت جمهوری آذربایجان ۲۲۰

## گمرگ بیله سوار
این گمرک یکی از دو گمرک مشترک بین ایران و جمهوری آذربایجان است و قدمتش به بیش از ۲۰۰ سال می‌رسد. در زمان اتحاد جماهیر شوروی این گمرک برای مدتی تعطیل شد و بعد از استقلال کشور جمهوری آذربایجان، فعالیتش را از سر گرفت. فعالیت گمرک مزبور شبانه‌روزی است، با این حال علی‌رغم قول مساعد مسئولان دربارهٔ توسعه هر چه بیشتر این گمرک، بسیاری از وعده‌های داده شده عملی و اجرایی نشده‌است. بازارچه مشترک بین بازرگانان ایران و آذربایجان نیمه تعطیل است؛ ولی بازارچه گمرک در سه فاز فعالیت می‌کند و هر روز هزاران نفر را از نقاط مختلف کشور برای داد و ستد به این شهرستان می‌کشاند. عمده اجناس ارائه شده در این بازارچه لباس زنانه و کت و شلوار مردانه و لوازم آرایشی و بهداشتی است. ورود به ایران برای آذربایجانی‌ها بدون صدور روادید صورت می‌گیرد، ولی برای ایرانی‌ها داشتن روادید (ویزا) الزامی است. ساکنین و متولدین شهرستان بیله سوار می‌توانند با جواز گذر مرزی ۴۵ کیلومتری بدون داشتن روادید تردد نمایند.
فاصله گمرک بیله سوار از مرکز استان اردبیل ۱۵۹ کیلومتر، فاصله آن تا نزدیک‌ترین فرودگاه (در شهرستان پارس‌آباد) ۵۰ کیلومتر و تا باکو (پایتخت کشور جمهوری آذربایجان) حدود۲۲۰ کیلومتر است.